# Jacques Canetti
Pour les articles homonymes, voir Canetti.
Jacques Canetti, né le 30 mai 1909 à Roussé en Bulgarie, et mort le 7 juin 1997 à Suresnes (Hauts-de-Seine), est un directeur artistique et producteur musical français.
En 1947, il fonde le théâtre des Trois Baudets, qu'il dirige jusqu'en 1966. Découvreur de talents pour les firmes Polydor et Philips, Jacques Canetti est à l'origine de la carrière de nombreux artistes francophones, parmi lesquels notamment Édith Piaf, Félix Leclerc, Georges Brassens, Jacques Brel, Serge Gainsbourg et Jacques Higelin.

## Biographie

### Origines
Nissim Jacques Canetti naît en Bulgarie, le 30 mai 1909 dans la ville de Roussé anciennement nommée « Roustchouk » ou Rusçuk, sur la rive sud du Danube. Ses parents, Jacques Elias Elieser Canetti et Mathilde née Arditti, sont  tous deux issus de deux familles séfarades.
Il est le frère d'Elias Canetti (1905-1994), écrivain d'expression allemande et prix Nobel de littérature de 1981 et de Georges Canetti (1911-1971), chercheur et professeur à l'Institut Pasteur, spécialiste de la tuberculose.

### Avant-guerre
Avec son frère Elias, Jacques Canetti passe sa prime jeunesse en Angleterre puis fait ses études à Vienne, Francfort et Lausanne avant d’immigrer en France en 1926 au moment de la montée du nazisme. De formation littéraire, doté d’une forte culture musicale, il parle quatre langues et joue du piano; reçu à HEC en 1928, il découvre alors le music-hall.

#### Polydor
En 1930, par le biais d'une petite annonce disant simplement « Cherche jeune homme aimant la musique et parlant couramment allemand », Jacques Canetti abandonne ses études et entre chez Polydor, qui représente la prestigieuse Deutsche Grammophon, avec ses trésors de musique classique.
Fou de jazz, Jacques Canetti organise dès 1930 les premières tournées de Jazz Hot dans toutes les villes universitaires, et il est le premier à faire venir en France Louis Armstrong, Cab Calloway, et Duke Ellington. Il monte le premier orchestre de musiciens noirs de jazz en France.
En 1933, âgé de 24 ans, il parvient à convaincre Marlène Dietrich d'enregistrer son premier disque en français (Assez et Moi j'm'ennuie).

#### Radio-Cité
La vie de promoteur des artistes de Jacques Canetti commence lorsque Marcel Bleustein-Blanchet, fondateur de Radio Cité, lui confie la direction artistique de la station : il y apporte de grandes innovations dans les formats de la radio, alors encore toute jeune. Il crée des émissions qui demeurent encore aujourd'hui des classiques de la radio, tel Le Music-hall des jeunes, où il donne sa première chance à Édith Piaf, puis à Charles Trenet (alors jeune débutant en duo avec Johnny Hess). Il tient la première émission régulière de jazz à la radio. Il compose et enregistre (à la flûte à bec) le premier jingle de pub : Dop Dop Dop.
Il invente le principe du radio-crochet; il fait enregistrer à Édith Piaf ses trois premiers disques chez Polydor, avec notamment la chanson Mon légionnaire.
Pendant la guerre, après la promulgation des lois contre les Juifs et les étrangers pendant le régime de Vichy, l'actrice Françoise Rosay l'aide à rejoindre la zone libre; il organise avec elle des tournées dans le sud de la France, et arrive en Afrique du Nord à la fin d'octobre 1942, au moment où les Américains viennent d'y débarquer. Il est nommé directeur de Radio-Alger, qu'il rebaptise immédiatement « Radio France ». Soupçonné d'être « gaulliste », il quitte ses fonctions à la radio et se place dès 1943 aux côtés de René Capitant, le représentant du général de Gaulle. Jacques Canetti crée alors le théâtre des Trois Ânes et organise avec Pierre-Jean Vaillard, Georges Bernardet, Christian Vebel et Lucienne Vernay (sa future épouse) des tournées qui les conduisent dans toute l'Afrique du Nord, où ils recueillent des fonds destinés au mouvement de résistance Combat.

### De 1947 à 1962

#### Retour chez Polydor, Les Trois Baudets, Philips
En 1947, de retour en France, ayant retrouvé à son retour son poste de producteur chez Polydor, il transforme un dancing parisien délabré du 18e arrondissement, à l'angle de l'avenue de Clichy et de la rue Coustou, en une salle de spectacle qu'il ouvre au public le 15 décembre 1947. Jacques Canetti nomme la salle Théâtre des Trois Baudets, en référence au théâtre des Trois Ânes.
En 1952, Polydor est rachetée par Philips, et Jacques Canetti dirige alors la production artistique de Philips jusqu'en 1962.

### 1950-1962
[modifier | modifier le code]
Philips lance son label discographique, Philips Records, en juin 1950 avec l'arrivée sur le marché de la première platine de disques électrique. Mais c'est surtout l'apparition, après la guerre, du 33 tours microsillon qui va lancer le label : le 28 septembre 1950, Philips fonde Philips Phonografic Industries dont le siège est à Baarn aux Pays-Bas. Pour la musique populaire, le catalogue de Philips est la reprise quasi intégrale de celui de la Dutch Decca Company. Otto Glastra van Loon est chargé de constituer le catalogue classique qui en quelques années devient très imposant et attire de grands noms, parmi lesquels la pianiste Clara Haskil dont le premier disque chez Philips Phonographic Industries paraît en 1951. Philips devient alors l'un des grands labels de musique classique.
En 1951, Philips rachète la maison de disques Polydor. Jacques Canetti, le directeur artistique de Polydor, y a déjà enregistré les premiers disques d’Edith Piaf, Roche et Aznavour, Henri Salvador, Jacqueline François... La proposition de Philips de racheter Polydor est acceptée par tous les artistes qui décident de suivre Canetti. La première à signer chez Philips sera Juliette Gréco. Le jour directeur artistique de Philips, la nuit aux Trois Baudets, Canetti met en place à travers son théâtre une extraordinaire « pépinière de talents » offrant ainsi à Philips une sorte de laboratoire d’art et essai qui donne aux artistes « le temps de devenir ».
C’est l’âge d’or de la chanson française. Plus d'une centaine d'artistes, musiciens, poètes, amuseurs, auteurs, comédiens vont commencer leur prodigieuse carrière chez Philips, avec Canetti. Des auteurs compositeurs interprètes : parmi eux citons, Francis Lemarque, Félix Leclerc, Georges Brassens, Jacques Brel, Guy Béart, Boris Vian, Serge Gainsbourg, Jean-Roger Caussimon, Anne Sylvestre, Boby Lapointe, Agnès Fontaine, Leny Escudero. Des interprètes, tels que Catherine Sauvage, Juliette Gréco, Patachou, Jacqueline François, Marcel Amont, Philippe Clay. Les Frères Jacques enregistreront les premières chansons de Jacques Prévert et les exercices de style de Raymond Queneau. Des humoristes aussi, tels que Pierre Dac, Francis Blanche, Fernand Raynaud, Robert Lamoureux, Raymond Devos, Darry Cowl, Jean Yanne. Des musiciens y commencent leur carrière, notamment Michel Legrand, André Popp, Alain Goraguer. De retour des États-Unis en 1955, Jacques Canetti propose à Boris Vian d'écrire les premiers rocks français qui seront chantés par Henri Salvador, puis par Magali Noël sur des musiques de Michel Legrand et Alain Goraguer. En 1957, il confie à Boris Vian la direction artistique des disques Fontana Records pour développer tout le répertoire jazz et chansons.
Dans le domaine de la littérature, Jacques Canetti « invente » pour Philips la collection « Auteurs du XXᵉ siècle », avec des auteurs prestigieux : Julien Green, Colette, Malraux, Mauriac, Romain Rolland, Pierre Mac Orlan, Jacques Prévert, Georges Simenon. Dans le domaine de la jeunesse, Canetti lance la série « Piccolo, Saxo et Cie » avec André Popp et Jean Broussolle, ainsi qu’un répertoire « jeune public » avec Lucienne Vernay et Les Quatre Barbus.
En 1962, Jacques Canetti démissionne de Philips pour créer son propre label, les Productions Jacques Canetti. Il aura créé, en moins de dix ans, le plus prestigieux catalogue de chansons françaises.
Durant ces nombreuses années, il découvre et accompagne de très nombreux artistes, parmi lesquels Félix Leclerc (québécois qu'il fait venir et connaitre en France), Georges Brassens, Jacques Brel, Raymond Devos, Henri Salvador, Boris Vian, Guy Béart, Anne Sylvestre, Serge Gainsbourg, plus tard Jeanne Moreau, Serge Reggiani, Jacques Higelin, Brigitte Fontaine.

#### Les tournées Canetti
Parallèlement, Jacques Canetti organise durant tous les étés - non seulement pour les artistes qu'il a découverts, mais également pour d'autres artistes qui lui font confiance - les tournées Radio Programme (que tout le monde appelle les tournées Canetti). Il propose des plateaux de quatre à dix artistes aux salles de province et des colonies françaises d'abord (théâtres municipaux, salles des fêtes, casinos ou scènes en plein air), puis à travers le monde. École difficile, au rythme effréné, dans laquelle les jeunes artistes apprennent le métier de la scène, tandis que leurs aînés y rodent leurs nouvelles chansons avant leur rentrée parisienne. Il se rend ainsi aux États-Unis et au Japon avec Yves Montand, et organise les récitals de Maurice Chevalier.
À partir de 1951, il crée pour les disques Philips le catalogue de référence de la chanson française. Le « flair » de Jacques Canetti est réputé, et il devient une personne très influente et incontournable dans les métiers du spectacle.
Il détecte tous les nouveaux talents pour Polydor, Philips et Fontana, avec la conviction qu’un artiste met parfois des années à percer. Ainsi, il s’obstine à sortir les premiers albums de Serge Gainsbourg à partir de 1958, convaincu de son talent malgré des ventes qui ne dépassent pas quelques centaines d’exemplaires.

### À partir de 1962

#### Le départ de chez Philips
Conséquence de la concurrence entre les maisons de disques Vogue et Philips à propos de Johnny Hallyday, mais aussi les Disques Barclay et Philips qui se disputent Jacques Brel et Hallyday, Jacques Canetti va rompre avec les disques Philips : depuis plusieurs mois, Jacques Brel a fait part de son intention de quitter Philips pour Barclay et, lorsqu'en 1962, Philips sort le disque Les paumés du petit matin, Brel a déjà signé avec Eddie Barclay (son premier disque Barclay parait en mars 1962), ce que dénonce Philips, qui menace d'un procès à la fois Eddie Barclay et Jacques Brel. Auparavant, en juillet 1961, Philips avait intégré dans ses rangs la jeune vedette Johnny Hallyday, en rupture avec les Disques Vogue (un conflit qui trouvera sa conclusion judiciaire, en sa faveur, en 1968). Mais Hallyday a aussi signé avec Barclay (Brel lui-même a servi de médiateur) et souhaite se rétracter. Mais Barclay ne l'entend pas ainsi et fort d'un contrat dûment signé, fait savoir qu'il en appellera à la justice si nécessaire.
Finalement, un accord est trouvé entre les deux maisons de disques : Philips laisse partir Jacques Brel, et Barclay renonce à ses prérogatives sur Johnny Hallyday,.
Cette décision entraîne la démission de Jacques Canetti, autant mécontent du départ de Brel que de l'arrivée d'Hallyday, et Jacques Canetti quitte Philips. Voulant exercer désormais pour son compte sa fonction de directeur artistique, il fonde les Disques Canetti. Il pense alors que ses principaux artistes vont le suivre, mais une clause de tacite reconduction de son contrat le lie pour encore trente mois à Philips. Pour s’en libérer, il doit accepter de ne plus travailler avec tous les artistes qu'il a dénichés et qui furent sous sa responsabilité chez Polydor, Philips ou Fontana, et il accepte de devoir ainsi repartir de rien, à la recherche de nouveaux artistes et talents à découvrir.

#### Les Disques Jacques Canetti

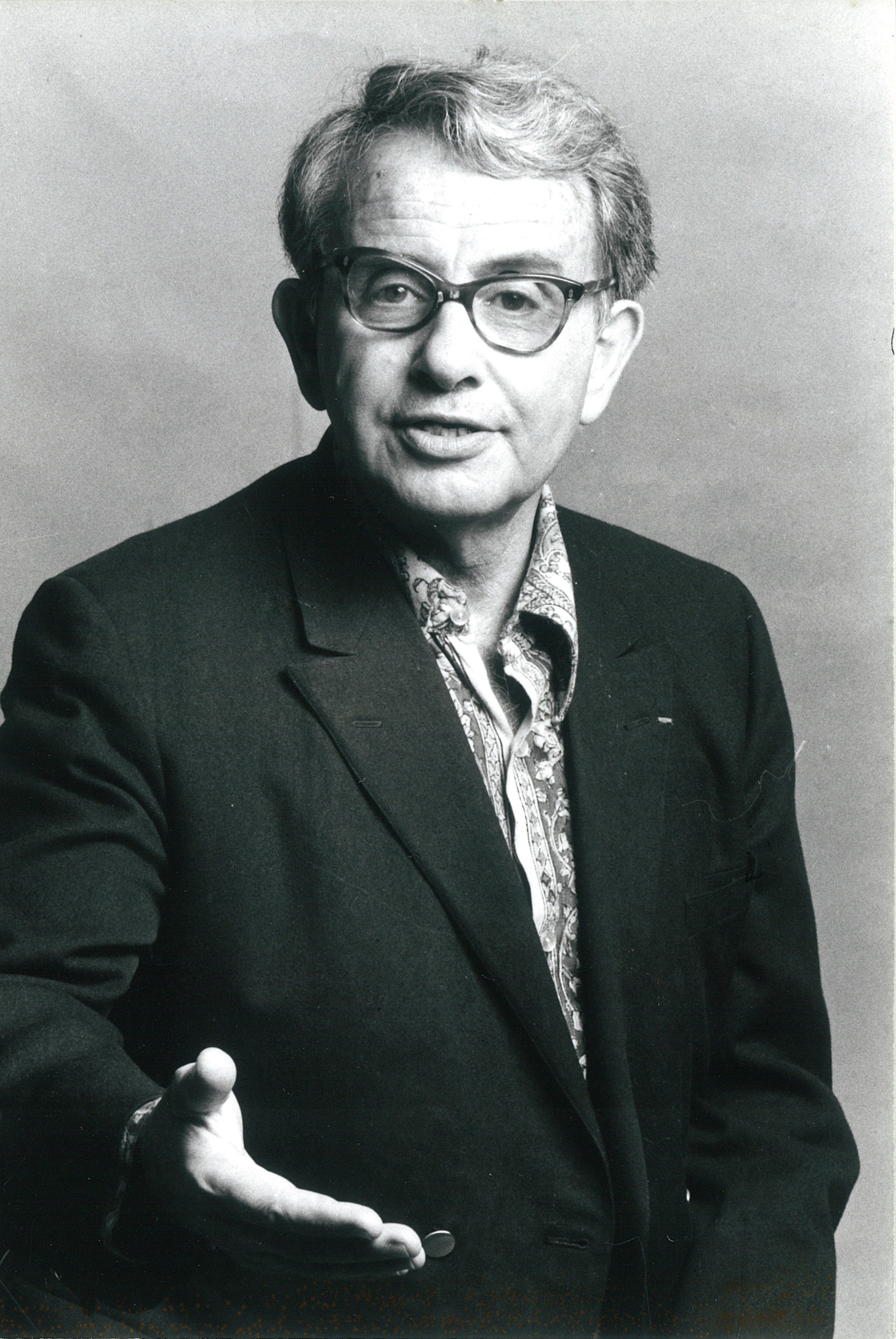
Jacques Canetti dans les années 1970, à l’époque de la publication de ses mémoires, On cherche jeune homme aimant la musique (1978).

Il crée donc, sans aucun artiste à son catalogue, les Disques Jacques Canetti, devenant le premier label de disques français indépendant. Et comme auparavant il a signé énormément d'artistes chez Philips, il ne reste plus sur le marché que des artistes qui ne chantent pas.
Convaincu par la prestation de Jeanne Moreau dans Jules et Jim de François Truffaut, dans lequel elle chante la chanson Le Tourbillon de la vie, il la convainc en 1963 d'enregistrer un disque de chansons de Serge Rezvani. Il persuade ensuite Serge Reggiani d’entrer en studio pour un disque de chansons de Boris Vian, il fait enregistrer La Voix humaine de Jean Cocteau à Simone Signoret. Par la suite, il est le premier à enregistrer Jacques Higelin (un débutant de vingt-quatre ans), ainsi que Brigitte Fontaine,.
Mais il ne retrouvera pas la splendeur de ses années Philips, privé des moyens auxquels il avait jadis accès, et précisément au moment où le disque, devenu une industrie de masse, exige des investissements de plus en plus lourds.
Il produit et enregistre alors les disques, de Simone Signoret, de Pierre Brasseur, de Michel Simon, Cora Vaucaire et de bien d'autres encore. Il crée les premières anthologies consacrées aux grands poètes de la chanson française, telles celles de Boris Vian et de Jacques Prévert.
Le Théâtre des Trois Baudets ferme ses portes en 1967.
En 1978, il écrit ses mémoires : On cherche jeune homme aimant la musique.
En 1990, il produit Zazie dans le métro, adaptation théâtrale d'Évelyne Levasseur, qu'elle interprète avec Claude Piéplu pour la collection « Le livre qui parle ».
En 1997, il quitte le métier et meurt peu après.

### Vie privée

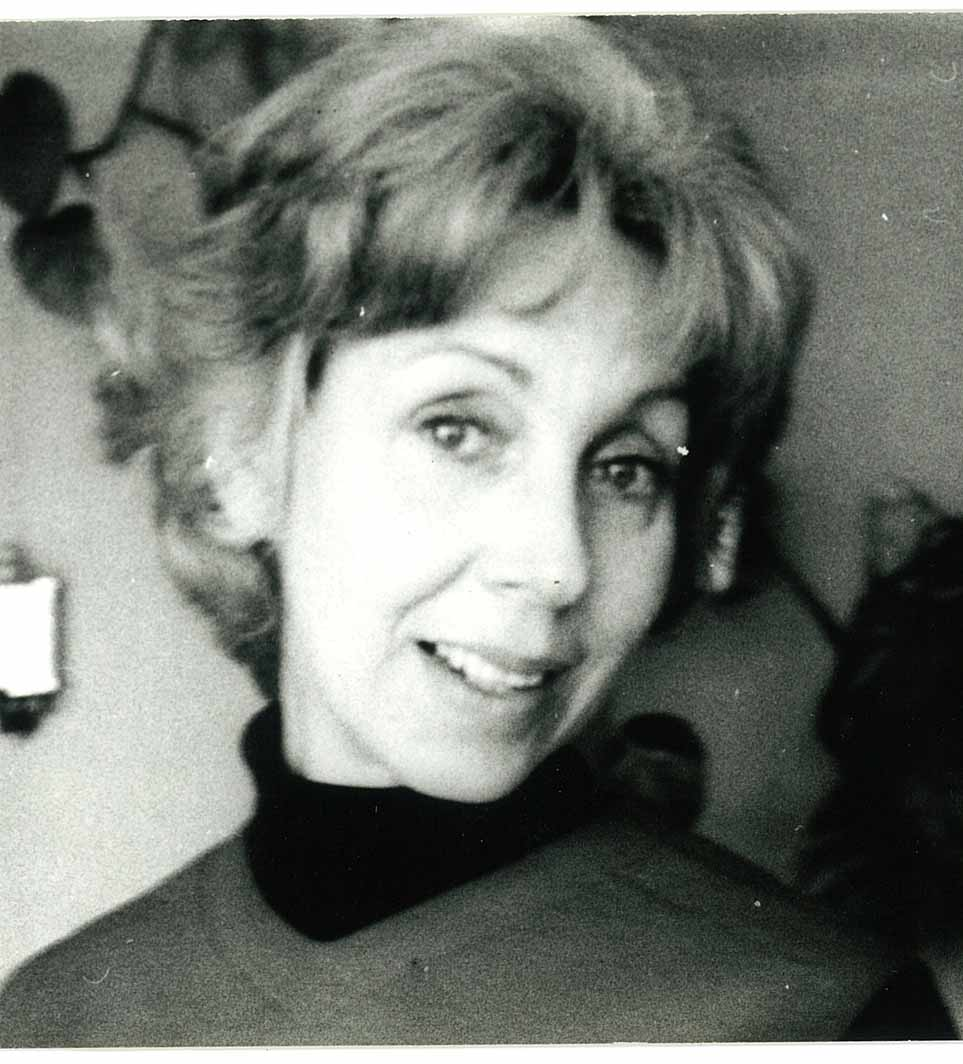
Lucienne Vernay épouse de Jacques Canetti

Le 15 septembre 1947, il épouse l'autrice-compositrice-interprète Lucienne Vernay (1919-1981), dont il a deux enfants :  Françoise Canetti (1948) et Bernard Canetti (1949). Colette Jacob (1938) née de son premier mariage avec Edith Lentzburger.
Ce sont ses enfants Bernard et Françoise Canetti qui reprennent les Productions Jacques Canetti. Distribué depuis 2014 par Because Musique, le label est classé parmi les 30 premiers labels français.
Jacques Canetti est inhumé au cimetière du Père-Lachaise (94e division), dans le même caveau que ses parents et son épouse.

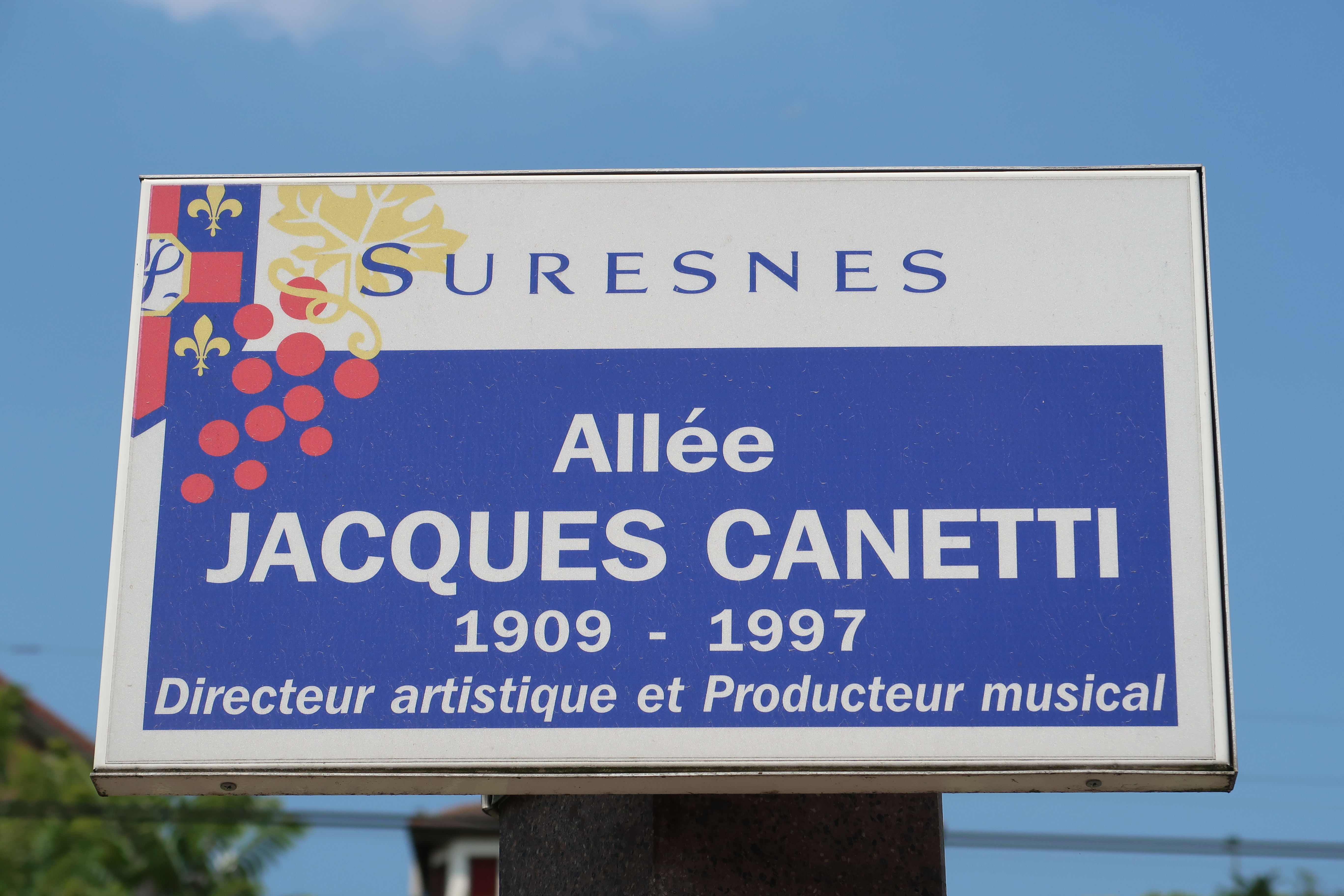
Plaque de l'allée Jacques-Canetti à Suresnes.

La promenade Jacques Canetti, qui se trouve en face du Théatre des Trois Baudets, et qui démarre Place Blanche, a été crée par la Mairie de Paris en 2012. Une allée lui rend également hommage à Suresnes (Hauts-de-Seine), ville où il est mort.

## Citation
« Directeur artistique n'est pas une activité, mais un sport, que je pratique passionnément. Le talent ne s'insuffle pas, mais il peut se détecter avec de la chance et de l'intuition. Je ne suis qu'un catalyseur. Et je donne de la confiance aux artistes, c'est épanouissant. »

### Le Prix Georges, Jacques et Elias Canetti
En 2005, à l'initiative de l'institut Pasteur, le Prix Georges, Jacques et Elias Canetti est né sous l’autorité d’Alice Dautry, alors directrice générale de l’Institut Pasteur, pour honorer les trois frères Canetti.
à la suite de la donation par la famille Canetti d’une correspondance de 158 lettres échangées entre les trois frères Canetti de 1938 à 1952.
Ce prix est remis chaque année à un/une jeune chercheur dans les maladies infectieuses. La récompense est  de 15 000 euros versé chaque année au mois de décembre à un jeune chercheur.

#### Lauréats
[modifier | modifier le code]
- 2006 : Pedro Alzari
- 2007 : Roland Brosch
- 2008 : Brigitte Gicquel,
- 2009 : Lluis Quintana-Murci
- 2010 : Caroline Demangel
- 2011 : Françoise Dromer
- 2012 : Claude Leclerc
- 2013 : François-Xavier Weill
- 2014 : Fernando Arenzana
- 2015 : Claude Parsot
- 2016 : Laleh Majlessi
- 2017 : Javier Pizarro-Cerda
- 2018 : Nadia Naffakh
- 2019 : Ludovic Tailleux
- 2020 : Mélanie Hamon
- 2021 : Etienne Simon-Lorière
- 2022: Olaya Rendules-Garcia
- 2023 : Sylvain Brisse
- 2024 : Mathieu Picardeau